# Cal Ferrer Pagès (Massanes)
Cal Ferrer Pagès és una obra de Massanes (Selva) inclosa a l'Inventari del Patrimoni Arquitectònic de Catalunya.

## Descripció
Masia aïllada, situada al barri de Marquès, al municipi de Massanes. L'edifici, de planta basilical, amb planta baixa, pis i golfes, té la teulada a dos vessants i a dos nivells.
A la façana principal, hi ha tres obertures a la planta baixa, tres al pis, i una a les golfes. Totes les obertures són rectangualrs en arc de llinda. Les obertures del pis i les golfes són balcons amb barana de ferro forjat.
A l'estructura original s'hi va adossar un cos al costat dret, que s'aprecia clarament des de la façana posterior de l'edifici, on hi ha un contrafort que reforça i assegura l'estabilitat de l'edifici.
Tots els murs són de maçoneria. Destaquen els carreus de la cadena cantonera i de les obertures.